# Yakushima
Yakushima (Japans: 屋久島) is een Japans eiland dat behoort tot de Osumi-eilanden (noordelijke Riukiu-eilanden). Het eiland ligt in de subprefectuur Kumage (prefectuur Kagoshima). Op het eiland bevindt zich de gelijknamige gemeente Yakushima. Het eiland beslaat een oppervlakte van 504,88 km² en had in 2008 ongeveer 13.500 inwoners. De zeestraat Yakushima Kaikyo scheidt het eiland van Tanegashima. Het hoogste punt van het eiland is de berg Miyanoura (1935 m). Het eiland is bedekt met een dicht woud met vele oude bomen zoals de cryptomeria, bekend in Japan als 'Sugi' en de rhododendron.
Het eiland heeft een luchthaven, Luchthaven Yakushima.

## Culturele verwijzingen
Eiji Miyake, de hoofdpersoon van David Mitchells roman number9dream, is geboren op Yakushima. Het eiland was ook te zien in de film Rebirth of Mothra uit 1996 en vormde de inspiratie voor het landschap in de anime Prinses Mononoke van Hayao Miyazaki.